# Caroline Paul
Caroline Paul (New York, 29 luglio 1963) è una giornalista, scrittrice e vigile del fuoco statunitense.
Cresciuta nel Connecticut, ha studiato Giornalismo all'Università di Stanford. È sorella gemella dell'attrice Alexandra Paul.

## Opere
- Fighting Fire (1998)
- East Wind, Rain (2006)
- Lost Cat (2013)